# Жироскопично балансиран монорелс
Жироскопична монорелса, жиростабилизирана монорелса или жирокар са термини за сухопътно превозно средство, придвижващо се по една релса, което използва жироскопичното действие на въртящо се колело, за да преодолее нестабилността, породена от балансирането върху една релса.
Монорелсата се свързва с имената на европейците Луис Бренан, Август Шерл и Пьотр Шиловски, които строят работещи прототипи в естествен размер в началото на ХХ век. През 1962 г. в САЩ Ърнест Ф. Суини, Хари Ферейра и Луис Е. Суини разработват друга версия, но жироскопичната монорелса никога не преминава отвъд етапа на прототипа.
Основното предимство на монорелсата, посочено от Шиловски, е потискането на т.нар. „ловни“ колебания – ограничение на скоростта, с което се сблъскват конвенционалните железници по онова време. Освен това са възможни по-остри завои в сравнение с максималния радиус от 7 km, характерен за съвременните високоскоростни влакове като TGV, тъй като превозното средство се накланя автоматично на завоите, така че хората на борда да не изпитват странична центробежна сила.
Основен недостатък на конвенционалните железници е, че при завой вагоните и локомотивът се нуждаят от корекция, за да останат изправени. Съществуват начини за поддържане на равновесие, например странично изместване на центъра на тежестта или използване на реактивни колела. За разлика от тях, жироскопната система за балансиране е статично стабилна, така че системата за управление служи само за придаване на динамична стабилност. Поради това по-точно е да се опише активната част на системата за балансиране като амортисьор.

## История

### Еднорелсовата железница на Бренан
Луис Филип Бренан от Обединеното кралство подава първата си заявка за патент за монорелсово превозно средство през 1903 г. Първият му демонстрационен модел е само кутия с размери 762 на 300 мм, съдържаща балансиращата система. Той е достатъчен за да получи финансиране от армията за още няколко прототипа, които изпитва на самоделна писта от обикновени газови тръби, положени върху дървени траверси, в двора на къщата си. Бренан демонстрира един от моделите си в лекция пред Кралското дружество през 1907 г.
Въпреки че финансирането от страна на армията спира, през 1907 г. Министерството за Индия му поръчва да разработи едноколейна железница за Северозападния граничен регион, като резултатът е вагон в пълен размер. На 15 октомври 1909 г. той се движи за първи път със собствена мощност, като превозва 32 души из фабриката. Превозното средство е с размери 12,2 на 3 м, с бензинов двигател с мощност 20 конски сили (15 kW) и развива скорост от 35 км/ч. Предаването е електрическо, като бензиновият двигател е задвижвал генератор, а електрическите двигатели са разположени на двете талиги. Този генератор захранва и двигателите на жироскопите и въздушния компресор. Системата за балансиране използва пневматичен сервоусилвател, а не фрикционни колела, използвани в по-ранните модели.
Жироскопите са разположени в кабината, въпреки че Бренан планира да ги премести под пода на превозното средство, преди да го покаже публично. Съобщението за машината на Шерл обаче го принуждава да направи първата публична демонстрация по-рано, на 10 ноември 1909 г.
Истинският публичен дебют на монорелсата на Бренан е на японско-британското изложение в Уайт Сити, Лондон, през 1910 г. Монорелсовият автомобил превозвал едновременно 50 пътници по кръгово трасе със скорост от 32 км/ч. Сред пътниците бил и Уинстън Чърчил, който проявил значителен ентусиазъм. Интересът е толкова голям, че в Англия и Германия се произвеждат детски играчки с часовников механизъм, с едно колело и жироскопична стабилизация. Въпреки че е жизнеспособно транспортно средство, монорелсовият влак не успява да привлече допълнителни инвестиции. От двете построени превозни средства едното е продадено за скрап, а другото е използвано като парков навес до 1930 г.

### Колата на Шерл
Точно когато Бренан завършва изпитанията на своя автомобил, в Германия Август Шерл, немски издател и филантроп, обявява публична демонстрация на разработената от него жироскопична монорелса. Демонстрацията трябвало да се състои на 10 ноември 1909 г., в Берлинската зоологическа градина.
Машината на Шерл, която също е пълноразмерно превозно средство, е малко по-малка от тази на Бренан и е дълга само 5,2 м. В нея могат да се настанят четирима пътници на двойка напречни седалки. Жироскопите са разположени под седалките и имат вертикални оси, докато Бренан използва чифт жироскопи с хоризонтални оси. Сервомеханизмът е хидравличен, а задвижването – електрическо. Строго погледнато, Аугуст Шерл осигурява само финансирането. Механизмът за изправяне е изобретен от Паул Фрьолих, а автомобилът е проектиран от Емил Фалке.
Въпреки че е добре приет и се представя отлично по време на публичните си демонстрации, автомобилът не успява да привлече значителна финансова подкрепа и Шерл прекратява инвестицията си в него.

### Работата на Шиловски
След неуспеха на Бренан и Шерл да привлекат необходимите инвестиции, практическото развитие на жироскопичната релса след 1910 г. продължава с работата на Пьотр Шиловски, руски аристократ, живеещ в Лондон. Неговата балансираща система се основава на малко по-различни принципи от тези на Бренан и Шерл и позволява използването на по-малък и по-бавно въртящ се жироскоп. След като през 1911 г. разработва модел на жироскопична еднорелсова железница, той проектира кола (жирокар), която е построена от Wolseley Motors Limited и е тестван по улиците на Лондон през 1913 г. Тъй като използва един жироскоп, а не двойка противоположно въртящи се, както предпочитат Бренан и Шерл, автомобилът проявява асиметрия и става нестабилен при остри леви завои. Той предизвиква интерес, но не получава сериозно финансиране.

### След Първата световна война
През 1922 г. съветското правителство започва строителството на Шиловска монорелсова железница между Ленинград и Царское село, но средствата свършват малко след началото на проекта.
През 1929 г., на 74-годишна възраст, Бренан разработва и жирокар, но предложението му е отказано от консорциума Austin/Morris/Rover.

## Принципи на работа

### Основна идея
Превозното средство се движи по една-единствена конвенционална релса, така че без балансираща система то би се преобърнало.
Въртящото се колело е монтирано в карданна рамка, чиято ос на въртене (ос на прецесия) е перпендикулярна на оста на въртене. Сглобката се монтира на шасито на превозното средство така, че в равновесно състояние оста на въртене, оста на прецесия и оста на търкаляне на превозното средство да са взаимно перпендикулярни.
Принуждаването на карданния вал да се върти предизвиква прецесия на колелото, в резултат на което се получават жироскопични въртящи моменти около оста на преобръщане, така че механизмът има потенциала да изправя превозното средство при отклонение от вертикалата. Колелото проявява тенденция да изравнява оста си на въртене с оста на въртене (оста на кардана) и именно това действие завърта цялото превозно средство около оста му на въртене.
В идеалния случай механизмът, прилагащ управляващи моменти към карданния вал, би трябвало да бъде пасивен (подредба от пружини, амортисьори и лостове), но основното естество на проблема показва, че това е невъзможно. Положението на равновесие е при изправено превозно средство, така че всяко смущение от това положение намалява височината на центъра на тежестта, намалявайки потенциалната енергия на системата. Всичко, което връща превозното средство в равновесие, трябва да може да възстанови тази потенциална енергия и следователно не може да се състои само от пасивни елементи. Системата трябва да съдържа активен сервоусилвател от някакъв вид.

### Странични натоварвания
Ако на постоянните странични сили се противодейства само чрез жироскопично действие, карданът ще се завърти бързо върху ограничителите и превозното средство ще се преобърне. Всъщност механизмът кара превозното средство да се накланя към смущението, като му се противопоставя с компонента на теглото, а жироскопът е близо до неизкривеното си положение.
Инерционните странични сили, възникващи при завиване, карат превозното средство да се накланя в завоя. Единичният жироскоп внася асиметрия, която води до това, че превозното средство се накланя твърде много или недостатъчно, за да може нетната сила да остане в равнината на симетрия, така че страничните сили все още се изпитват на борда.
За да се гарантира, че превозното средство се накланя правилно в завоите, е необходимо да се премахне жироскопичният въртящ момент, възникващ от скоростта на завиване на превозното средство.
Свободният жироскоп запазва ориентацията си спрямо инерциалната координатна система, а жироскопичните моменти се генерират чрез завъртането му около ос, перпендикулярна на оста на въртене. Но системата за управление отклонява жироскопа по отношение на шасито, а не по отношение на неподвижните звезди. От това следва, че движението на превозното средство по посока на наклона и отклонението спрямо инерциалната координатна система ще доведе до допълнителни нежелани жироскопични моменти. Те водят до нарушено равновесие, но което е по-сериозно, предизвикват загуба на статична устойчивост при завиване в една посока и увеличаване на статичната устойчивост в обратна посока. Шиловски се сблъсква с този проблем при своето пътно превозно средство, което вследствие на това не може да прави остри леви завои.
Бренан и Шерл са били наясно с този проблем и са приложили своите системи за балансиране с двойки насрещно въртящи се жироскопи, които се движат в противоположни посоки. При това положение всяко движение на превозното средство спрямо инерционното пространство предизвиква равни и противоположни въртящи моменти върху двата жироскопа и следователно се неутрализира. С двойната жироскопична система се елиминира нестабилността в завоите и превозното средство се накланя под правилния ъгъл, така че на борда не се изпитва нетна странична сила.
При завиване противоположно въртящите се жироскопи предотвратяват нестабилността в завоите.
Шиловски твърди, че е трудно да се осигури стабилност с двойните жироскопични системи, въпреки че причината за това не е ясна. Решението му е да променя параметрите на контура за управление със скоростта на завиване, за да поддържа сходна реакция при завои в двете посоки.
Офсетните товари по подобен начин предизвикват накланяне на превозното средство, докато центърът на тежестта се намира над опорната точка. Страничните ветрове карат превозното средство да се накланя към тях, за да им се противопостави с компонент от теглото. Тези контактни сили вероятно ще причинят по-голям дискомфорт от силите при завиване, тъй като ще доведат до нетни странични сили, които се изпитват на борда.
Контактните странични сили водят до отклонение на кардана в примката на Шиловски. Това може да се използва като вход към по-бавен цикъл за изместване на центъра на тежестта встрани, така че превозното средство да остане изправено при наличие на продължителни неинерционни сили. Тази комбинация от жироскоп и странично изместване на центъра на тежестта е предмет на патент от 1962 г. Превозно средство, използващо жироскоп/латерално изместване на полезния товар, е построено от Ърнест Ф. Суини, Хари Ферейра и Луис Е. Суини в САЩ през 1962 г. Тази система се нарича монорелса Gyro-Dynamics.

## Потенциални предимства пред двурелсовите превозни средства
Шиловски посочва редица претендирани предимства, включително:
Намаляване на проблемите, свързани с правото на движение, тъй като теоретично могат да се преодоляват по-стръмни наклони и по-остри завои.
В книгата си Шиловски описва форма на спиране на релсовия път, която е осъществима при еднорелсовите превозни средства, но би нарушила насочената стабилност на конвенционалното релсово превозно средство. Това има потенциал за много по-кратък спирачен път в сравнение с конвенционалното колело върху стомана, със съответното намаляване на безопасното разстояние между влаковете.
Шиловски твърди, че неговите конструкции всъщност са по-леки от еквивалентните двурелсови превозни средства. Масата на жироскопа, според Бренан, представлява 3 – 5 % от теглото на превозното средство, което е сравнимо с теглото на количката, спестено при използването на конструкция с един коловоз.

### Завиване в завои
При разглеждане на превозно средство, преминаващо през хоризонтален завой, най-сериозните проблеми възникват, ако оста на жироскопа е вертикална. Съществува компонент на скоростта на завиване {\displaystyle \Omega }, действащ около оста на карданния вал, така че в уравнението за завиване се въвежда допълнителен жироскопичен момент:
{\displaystyle A{\frac {d^{2}\phi }{dt^{2}}}+H({\frac {d\theta }{dt}}+\Omega \phi )=Wh\phi }
Това измества преобръщането от правилния ъгъл на наклона за завоя, но по-сериозно променя постоянния член в характеристичното уравнение на:
{\displaystyle {\frac {(Wh-H\Omega )k}{AJ}}}
Очевидно е, че ако скоростта на завъртане надвиши критична стойност:
{\displaystyle \Omega ={\frac {Wh}{H}}}
цикълът на балансиране ще стане нестабилен. Въпреки това идентичен жироскоп, въртящ се в обратна посока, ще отмени въртящия момент на преобръщане, който причинява нестабилността, и ако бъде принуден да се преобърне в посока, обратна на тази на първия жироскоп, ще създаде управляващ момент в същата посока.
През 1972 г. Отделът по машиностроене на канадското правителство отхвърли предложение за монорелсова железница до голяма степен въз основа на този проблем. Техният анализ е бил правилен, но е бил ограничен до системи с единични вертикални жироскопи и не е бил универсален.

#### Максимална скорост на въртене
Газотурбинните двигатели са проектирани с периферна скорост до 400 метра в секунда и са работили надеждно на хиляди самолети през последните 50 години. Следователно, приблизителната маса на жироскопа за 10-тонен самолет с височина на cg 2 метра, при условие че периферната скорост е наполовина по-ниска от тази, използвана при проектирането на реактивни двигатели, е едва 140 килограма. Следователно препоръката на Бренан за 3 – 5 % от масата на превозното средство е много консервативна.